# Camí anglès
El Camí anglès és una de les rutes del camí de Sant Jaume. Comença a les ciutats portuàries gallegues de Ferrol (118 km) o La Corunya (75,5 km) km) i va cap al sud fins a Santiago de Compostel·la.

## Edat mitjana
El Camí anglès era un camí de conveniència per als pelegrins medievals per arribar a Santiago de Compostel·la. Els pelegrins d’Escandinàvia o d'altres zones del nord d’Europa viatjaven en vaixell en lloc d'anar caminant o a cavall. Se sap que almenys un pelegrí islandès va seguir aquest camí el 1154. Durant els moments de conflicte entre França i altres països, sobretot Anglaterra, aquesta alternativa va experimentar un trànsit excepcional. Durant la Guerra dels Cent Anys (1337-1453) entre el Regne d'Anglaterra i el Regne de França, el Camí anglès es va consolidar, ja que els pelegrins i comerciants anglesos viatjarien amb permís de la Corona anglesa als ports gallecs i visitarien Santiago. Es van trobar hospitals de pelegrins coneguts amb un important suport anglès a Sigüeiro, San Paio, Pontedeume, Betanzos, Bruma, Neda, Miño i Paderne.

## Segle XXI
A l'era moderna, el Camí anglès s'ha recuperat com una alternativa molt més curta al clàssic Camí Francès. Per rebre la Compostel·la, el certificat oficial emès per la Catedral de Santiago per confirmar que una persona ha completat el seu pelegrinatge, cal un passeig mínim de 100 km. Només Ferrol permet recórrer aquesta distància en el Camí anglès. Hi ha un marcador als molls de Ferrol enfront de l'edifici d'informació turística que ho anuncia. Els moderns albergs públics es troben a Neda, Pontedeume, Miño, Betanzos, Presedo i Bruma.
No obstant això, a partir de desembre de 2016, la Catedral de Santiago ha acordat concedir la Compostel·la a aquells que comencin a la Corunya amb determinades condicions: estan obligats a completar un pelegrinatge de 25 km al seu país d'origen.
El 2018, 14.150 pelegrins (el 4,32% del total de pelegrins que arribaven a l’oficina d’acollida de pelegrins de la catedral de Santiago de Compostel·la) van recórrer el Camí anglès.